# Александар A. Константиновић
Александар Константиновић (Вршчани, 15. јул 1848 — 1914) је био српски гардијски пуковник, командант Краљеве гарде и унук господар Јеврема Обреновића.

## Биографија

### Порекло
Рођен је 15. јула 1848. године у Вршцу, као син Александра Константиновића и Анке Константиновић (рођене Обреновић), кћерке господар Јеврема Обреновића и Томаније. Имао је и рођену сестру Катарину, коју је мајка покушала да уда за кнеза Михаила Обреновића. Обе су се налазиле уз кнеза Михаила приликом атентата у Кошутњаку 1868. године, а Анка је тада смртно рањена.
Сестра Катарина се исте године удала за генерала Миливоја Петровића Блазнавца и са њим родила сина Војислава Блазнавца.

### Војна служба
Од 1892. до 1900. године, пуковник Константиновић је био командант Краљеве гарде Александра I Обреновића.
У браку са Милевом Остојић из Трста, имао је сина капетана Владимира Константиновића и кћерку Наталију Константиновић (1882-1950), која се удала за кнеза Мирка Петровића Његуша, сина црногорског краља Николе I Петровића. Имали су пет синова: Стефана, Станислава, Михаила, Павла и Емануила.
Александров праунук, односно Наталијин унук, јесте Никола Петровић Његош.

## Одликовања
- Орден Милоша Великог
- Орден Таковског крста
- Орден књаза Данила I